# Hypena tanis
Hypena tanis là một loài bướm đêm trong họ Erebidae.